# استركاب

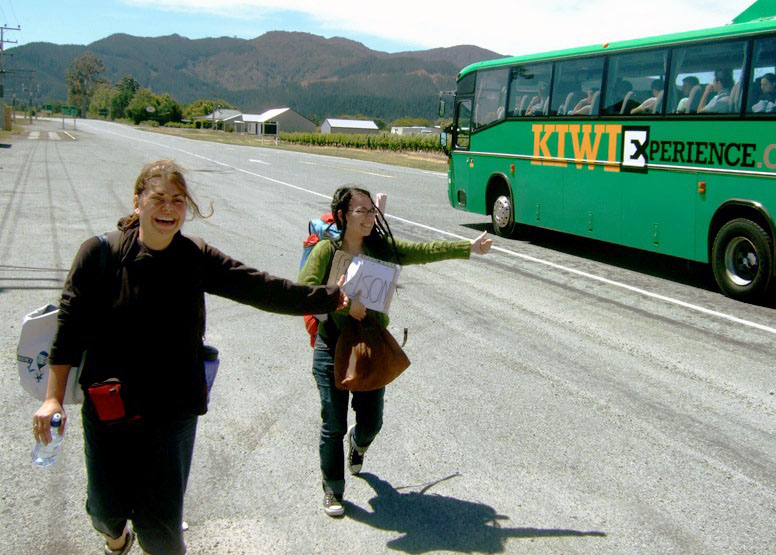

الاستركاب أو إيقاف السيارات طريقة سفر قليلة التكلفة، يستخدمها غالبية الشباب في رحلاتهم، أبرز معالم هذه الطريقة عنصرين أولهما أن الرحال ينتقل من مكان إلى مكان مستخدما الإشارة بيده لأصحاب السيارات كي يصحبوه معهم في طريق سفرهم دون أن يدفع اجراً مقابل خدمتهم لهم، والعنصر الثاني أن الرحال يعتمد على إمكانياته الذاتية في تمويل الرحلة وكثيراً ما يلجأ للقيام باعمال يدوية أو فكرية بسيطة تدر عليه عائداً يساعده على استكمال الرحلة، كانت هذه الطريقة شائعة الاستخدام في القرن العشرين خصوصا بين شباب أوروبا، وبعد أن ارتفع معدل الحوادث بين المستركبين على طرق سفرهم وانخفض شعورهم بالأمان، أصبحت طريقة الاستركاب نادرة الاستخدام في الرحلات كونها محفوفة بالمخاطر من جراء ما قد يصاحبها من اعتداءات جنسية واغتصاب، ناهيك أنها طريقة ملاحقة من قبل الشرطة والسلطات. يُسمى من يتنقل بالاستركاب المُستركب.